# 嘉策铁路
嘉策铁路干线全长453公里，用于从策克口岸把蒙古国进口的煤炭运往嘉峪关。直线距离策克口岸48公里是蒙古国那林苏海特煤田，已初步探明储量16.7亿吨。设计标准为工企I级单线铁路，由酒泉钢铁公司运输部负责运营。
2004年6月17日，酒泉钢铁公司注册成立额济纳中兴铁路运输有限责任公司，全权负责嘉策铁路建设。自2006年4月23日开始运营。

## 线路
起于酒泉钢铁公司冶金厂区东南侧的嘉兴站，向东北方向延伸至内蒙古自治区额济纳旗的策克口岸，线路全长457.5公里，其中甘肃境内114公里，内蒙古境内343.5公里，目前铁路项目开设11个车站。沿线劳务用工200余人。线路区间大、长大坡道多，全线长大坡道总长度长达116公里，且为上行重车牵引方向；双机牵引区段限制坡道为12.5‰，单机牵引区段限制坡道为6‰；列车编组45辆，总重3500吨，牵引机型为东风4型柴油机车、东风8B型内燃机车、东风8型内燃机车。
在额济纳与临哈铁路设有联络线，在嘉峪关与兰新铁路相接，在建国营与清绿铁路相接。

## 装备
酒泉钢铁公司在嘉策铁路配备东风4型柴油机车8台，C64K自备车车辆300辆、G60型水槽车3辆、YZ-25B型客车3辆、XL-25B型行李车1辆、GCS270A型轨道安检车1辆、GCS270型轨道车3辆、GQ16型轨道吊车2辆、P40型轨平板车2辆、MSG25J型门式收轨车2辆、XDP40-3G型携吊轨道平板车2辆以及一组125吨救援车。沿线设有太阳能电站8座，在嘉策车队和策克车队有油库两座。

## 运输
2011年外运原煤121万吨，2012年外运原煤117万吨，2015年外运原煤283万吨，2016年外运原煤500万吨，2017年外运原煤660万吨.